# VPS53
VPS53‏ (VPS53, GARP complex subunit) هوَ بروتين يُشَفر بواسطة جين VPS53 في الإنسان.